# Günyüzü
Günyüzü est une ville et un district de la province d'Eskişehir dans la région de l'Anatolie centrale en Turquie.